# Nadagara extensipennis
Nadagara extensipennis är en fjärilsart som beskrevs av Louis Beethoven Prout 1925. Nadagara extensipennis ingår i släktet Nadagara och familjen mätare. Inga underarter finns listade i Catalogue of Life.